# Ramići, Banjaluka
Ramići so naselje v mestu Banjaluka, Bosna in Hercegovina. 

## Deli naselja
Donjaci, Janjetovići, Lipovci, Ramići, Savići in Tadići. 

## Prebivalstvo
| Pregled števila prebivalcev po letih | Pregled števila prebivalcev po letih | Pregled števila prebivalcev po letih | Pregled števila prebivalcev po letih | Pregled števila prebivalcev po letih | Pregled števila prebivalcev po letih |
| ------------------------------------ | ------------------------------------ | ------------------------------------ | ------------------------------------ | ------------------------------------ | ------------------------------------ |
| 1948                                 | 1953                                 | 1961                                 | 1971                                 | 1981                                 | 1991                                 |
| -                                    | -                                    | 873                                  | 903                                  | 1.015                                | 1.035                                |

| Narodna sestava prebivalstva po letih                                                                                         | Narodna sestava prebivalstva po letih                                                                                            | Narodna sestava prebivalstva po letih                                                                                             |
| --- | --- | --- |
| 1971 | 1981 | 1991 |
| . skupaj: 903 Srbi 605 (66,99 %) Hrvati 294 (32,55 %) Muslimani 3 (0,33 %) Jugoslovani 0 (0,00 %) drugi in neznano 1 (0,11 %) | . skupaj: 1.015 Srbi 583 (57,43 %) Hrvati 330 (32,51 %) Muslimani 1 (0,09 %) Jugoslovani 92 (9,06 %) drugi in neznano 9 (0,88 %) | . skupaj: 1.035 Srbi 633 (61,15 %) Hrvati 344 (33,23 %) Muslimani 0 (0,00 %) Jugoslovani 42 (4,05 %) drugi in neznano 16 (1,54 %) |